# Friedeburg (Nedersaksen)
Friedeburg (Oost-Fries Nedersaksisch: Freborg) is een gemeente in de Duitse deelstaat Nedersaksen. De gemeente maakt deel uit van het landkreis Wittmund.
Friedeburg telt 10.238 inwoners.

## Plaatsen in de gemeente Friedeburg

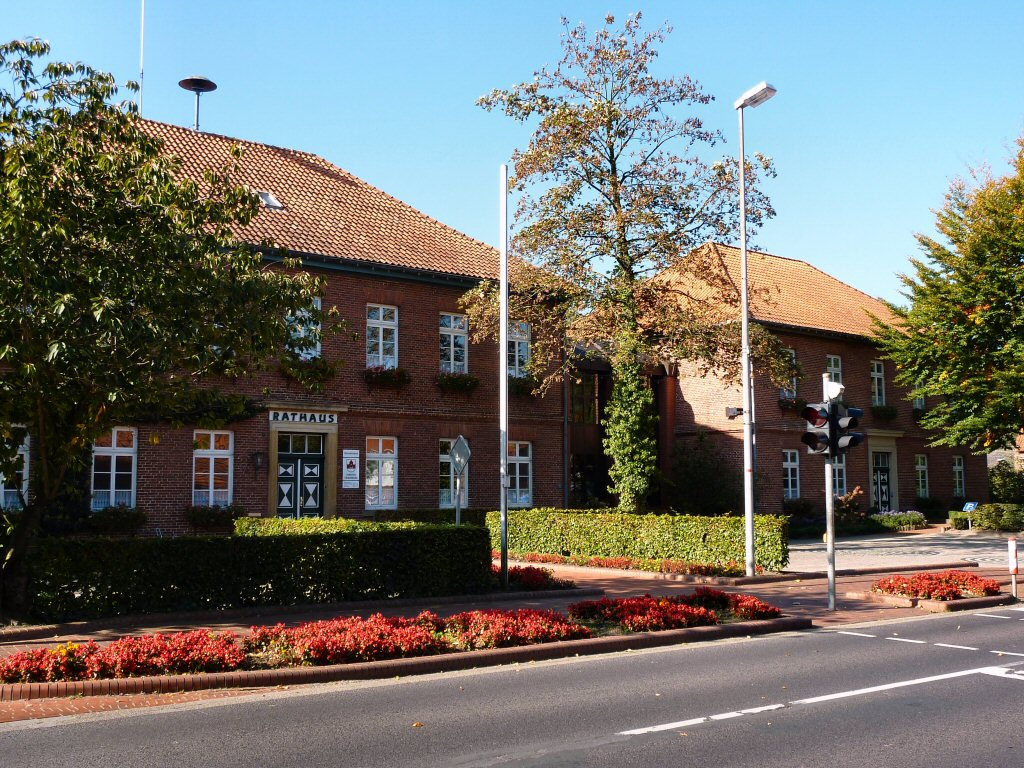
Gemeentehuis

Aangegeven is de richting ten opzichte van het centrum van Friedeburg.
- Abickhafe (7 km NO)
- Bentstreek (6-9 km Z), een na 1930 ontstane veenkolonie
- Dose (8 km NO)
- Etzel
- Friedeburg
- Hesel (2 km WNW), ca. 450 inwoners, inclusief de gehuchten Amerika, Eibenhausen, Heidhörn, Heselerfeld en  Hissenhausen
- Horsten (7,5 km O)
- Hoheesche (5 km NNO)
- Marx (2,5 km ZZO)
- Reepsholt ( 4 km N)
- Upschört (7,5 km WNW)
- Wiesede (5 km W), ca. 400 inwoners
- Wiesedermeer (10 km NW), een 18e-eeuwse veenkolonie met circa 600 inwoners

### Dorpswapens
Enige plaatsjes in de gemeente Friedeburg hebben een eigen wapen.

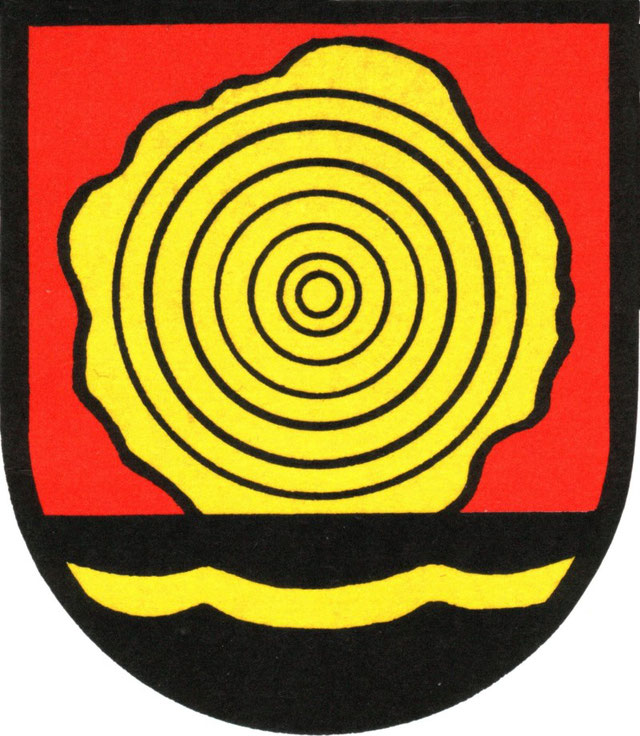
Horsten
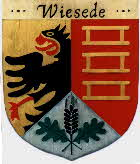
Wiesede

## Geografie, infrastructuur
Friedeburg ligt in het veengebied van het uiterste oosten van Oost-Friesland. Het kenmerkt zich door een coulisselandschap, weilanden, omringd door houtwallen en vooral bij Reepsholt en ten zuidwesten van het dorp Friedeburg percelen bos. 

### Naburige gemeenten
Een naburige stad is Wittmund, 15 km noordwaarts. Andere buurgemeenten zijn:
- Jever
- Schortens
- Sande, in het oosten
- Zetel
- Uplengen, in het zuiden
- Wiesmoor, in het zuidwesten
- Brockzetel, gemeente Aurich, in het noordwesten

### Infrastructuur

Infrastructuur Oost-Friesland. Friedeburg ligt ten oosten van Wiesmoor bij de splitsing B 436/B437.

De dorpen Friedeburg en Horsten liggen aan de Bundesstraße 436, die van Friedeburg oostwaarts naar afrit 6 van de Autobahn A 29 en verder naar Sande loopt. Horsten ligt ongeveer 7 km ten oosten van het dorp Friedeburg en circa 7 km ten noorden van Zetel. In Friedeburg takt de Bundesstraße 437 van de B 436 af. Deze loopt zuidoostwaarts langs Marx, Neuenburg en Bockhorn naar Varel.
Friedeburg is vrijwel niet per openbaar vervoer bereikbaar. Er rijdt één streekbus, van Wittmund via Friedeburg, Etzel en Horsten, naar Sande v.v.; deze rijdt slechts enkele keren per dag, en op zon- en feestdagen helemaal niet.  Treinreizigers vanaf het dichtstbij gelegen station, Station Wittmund, moeten anders, om in het 15 km verderop gelegen Friedeburg te komen, een fiets huren of een taxi nemen.
Door de gemeente loopt het Eems-Jadekanaal, dat echter vrijwel uitsluitend door de pleziervaart wordt gebruikt; voor de meeste moderne vrachtschepen is het te ondiep of te smal.

## Economie

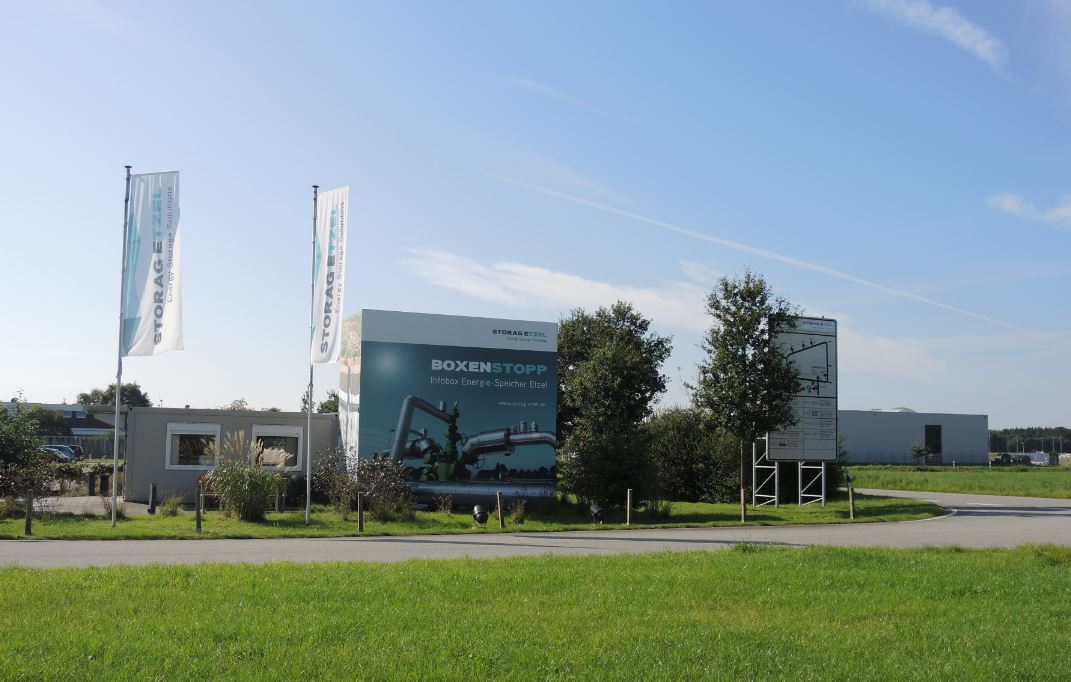
Informatiecentrum gas- en olieopslag (Storag Etzel)

Direct ten zuiden van het dorp Etzel, aan de Bundesstraße 436,  ligt sedert 1970 een grote ondergrondse opslaginstallatie voor aardolie en aardgas die uit 75 grote opslagtanks bestaat. Het totale volume bedraagt 46 miljoen m3. De brandstoffen zijn opgeslagen in grote, vele honderden meters diepe, 240 miljoen jaar oude zoutkoepels (Duits: Kavernen). Ook voor Nederland bestemd Russisch aardgas van Gazprom wordt hier tussentijds opgeslagen. De olie- en gasopslag van Etzel behoort tot de grootste van geheel Europa. In november 2013 deed zich hier ten gevolge van een technische storing een grote lekkage voor, waardoor duizenden liters olie in nabijgelegen sloten en poldervaarten liepen.
Op 3 februari 2022 werd bekend, dat in de opslagfaciliteit van Etzel in de toekomst ook waterstof zal worden opgeslagen. De waterstof moet in de toekomst aardgas als brandstof gaan vervangen.
Afgezien hiervan, is de gemeente Friedeburg economisch afhankelijk van de landbouw en, in toenemende mate, het toerisme. Het toerisme wordt door de gemeente krachtig gestimuleerd. Friedeburg heeft de status van staatlich anerkannter Erholungsort.  
Ook wonen in de gemeente veel mensen, die een baan in Wilhelmshaven hebben (woonforensen). De bedrijventerreinen in de gemeente huisvesten enig midden- en kleinbedrijf van uitsluitend lokaal of regionaal belang. De twee opvallendste van deze bedrijven zijn een kleine, in theeserviezen gespecialiseerde, porseleinfabriek, en daarnaast, van dezelfde eigenaar, in Friedeburg-dorp  een destilleerderij van traditionele Oost-Friese sterkedrank, met als opvallend ingrediënt bessen van duindoornstruiken.

## Geschiedenis
Zie ook de artikelen over de afzonderlijke dorpen in de gemeente.

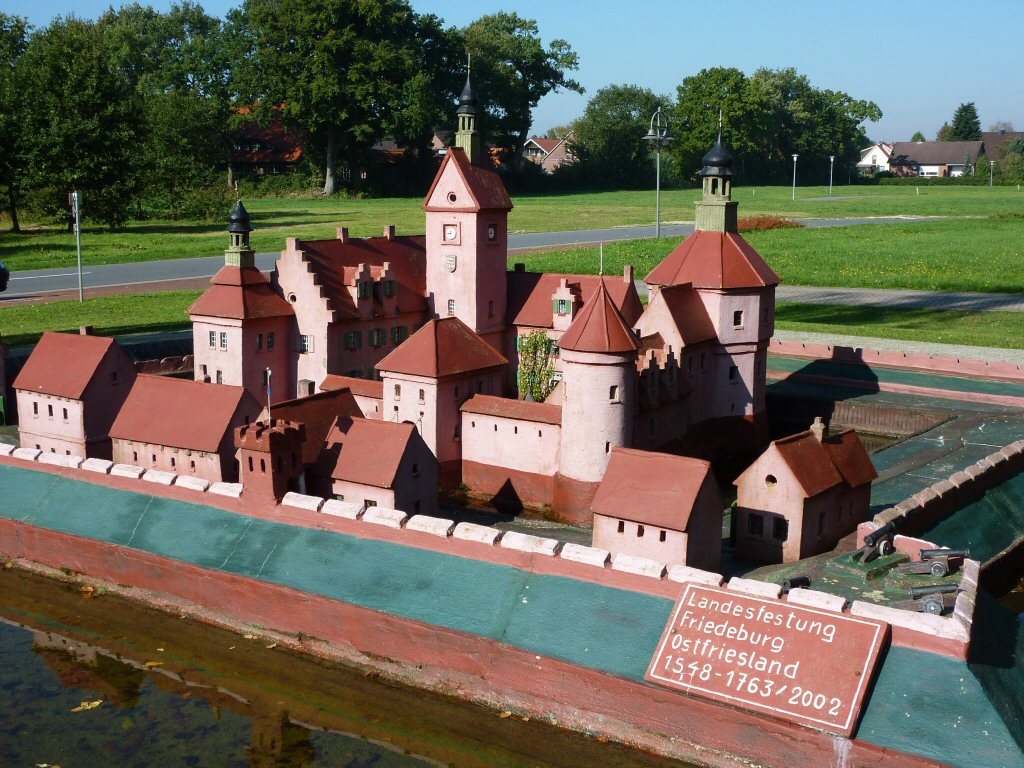
Schaalmodel voormalig kasteel Friedeburg
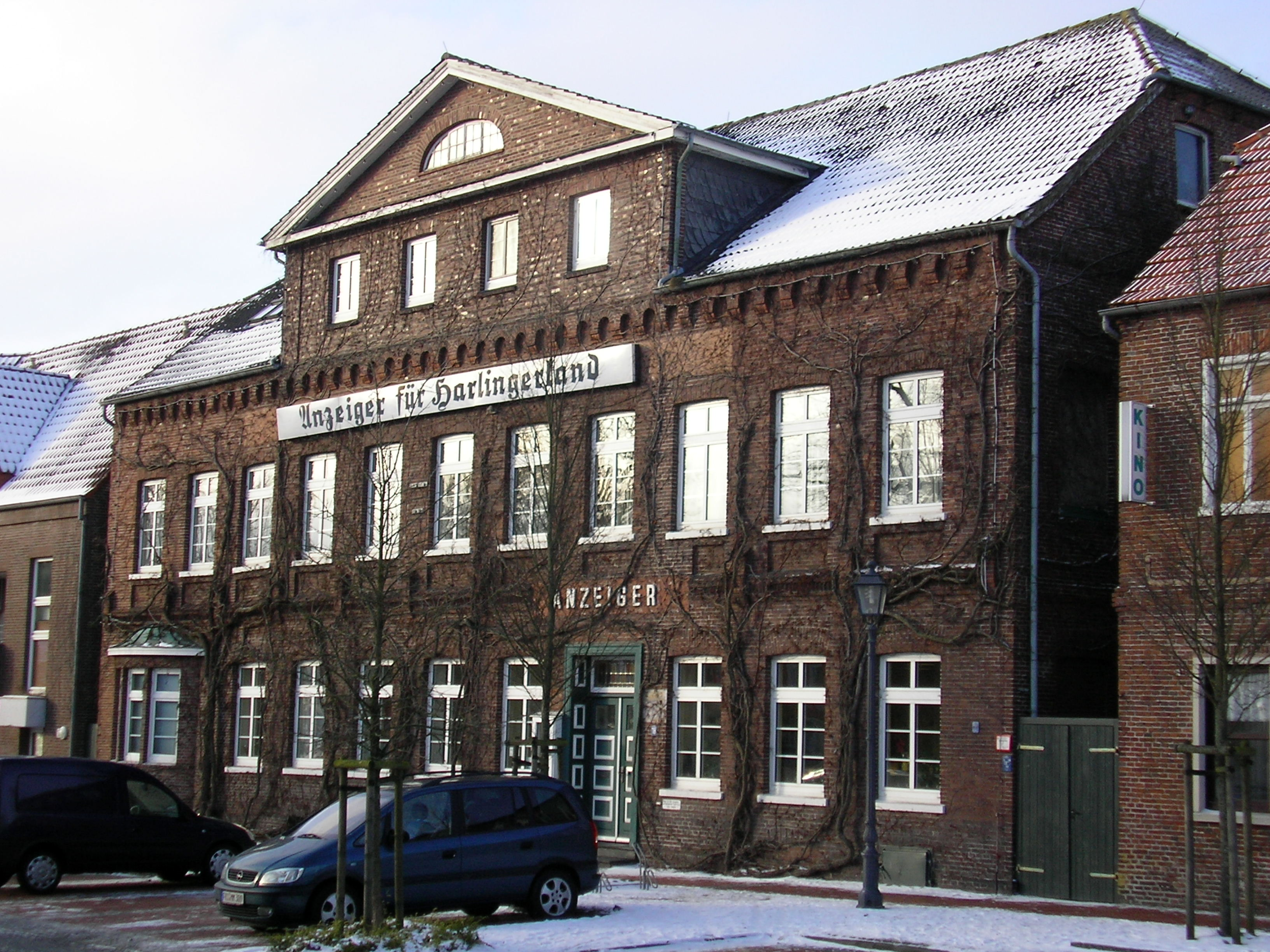
Gebouw van de krant Anzeiger für Harlingerland

Reeds in de Jonge Steentijd en de Bronstijd was het gebied door mensen bewoond, getuige o.a. grafheuvels bij Rispel, op de grens met Wittmund, de zonnesteen van Horsten en de Stapelstein bij Etzen.  
De meeste dorpen in de gemeente ontstonden in de middeleeuwen rondom een burcht van lokale hoofdelingen, een kerkje of een klooster. Het hier beschreven gebied behoorde in de middeleeuwen tot de Friese gouw Östringen.
Het dorp Friedeburg is naar het aan een oeroude handelsweg, de Friesische Heerstraße, aan de zuidkant van het huidige dorp gebouwde kasteel Burg Friedeburg genoemd, dat bestond van de 14e eeuw tot 1744, toen de Pruisen het lieten slechten. Oorspronkelijk was het een Oost-Friese vesting als verdedigingssteunpunt tegen de  oosterbuur, het Graafschap Oldenburg. Het kasteel was in handen van verschillende heren, die er beurtelings de macht hadden. Eén van hen was Focko Ukena, die het slot in de jaren 1420 op Ocko II tom Brok veroverde. Andere heren waren o.a. Sibet von Rüstringen of Sibet Lubben (1432-1433) en, in de jaren veertig en vijftig van die eeuw, Focko Ukena's bondgenoot  Cirk von Friedeburg. Ukena's kleindochter Theda was er van 1466 tot 1480 kasteelvrouwe namens het Graafschap Oldenburg. Later overleed graaf Enno I van Oost-Friesland in 1491 te Friedeburg. Drie jaar later werd diens jongste broer, Edzard I van Oost-Friesland, heer van het Graafschap Oost-Friesland. Deze verloor het kasteel rond 1514 tijdens de Saksische Vete, maar heroverde  de Friedeburg in 1517.   In de tijd, dat Oost-Friesland door gravin Anna van Oldenburg werd geregeerd (1540-1561), werd kasteel Friedeburg voor het laatst uitgebreid.  Daarna verloor de Friedeburg haar militaire belang. Omdat het ook geen residentie van een belangrijk heer meer was, raakte het kasteel in verval.  In de 16e eeuw had de Reformatie tot gevolg, dat bijna alle christenen in de gemeente protestants (evangelisch-luthers) werden. Dit is tot op de huidige dag zo gebleven. 
In 1744 liet koning Frederik de Grote van Pruisen het kasteel afbreken. Op de plaats van een van de slottorens heeft in de 19e eeuw nog een tijd lang een windmolen gestaan. Ter plaatse is nagenoeg niets meer van het kasteel te zien. Wel is elders in het dorp Friedeburg een schaalmodel van het kasteel, naar de situatie in de 16e eeuw, opgesteld. Een verwijzing naar Kasteel Friedeburg is in het gemeentewapen opgenomen. Het dorp Friedeburg ontstond als nederzetting voor dienstpersoneel van het kasteel.
In 1739 werd begonnen met de ontginning van het veen in de huidige gemeente. Na 1744, toen het gebied Pruisisch werd, werd de ontginning krachtig aangepakt. Rijkdom kwam er niet van: de boeren pasten de alleen op korte termijn oogst (boekweit) gevende veenbrandcultuur toe.
In de late middeleeuwen was Reepsholt een van de negen, op een zandrug gelegen, Hooge Loogen in Oost-Friesland. Zie ook onder: Großefehn.
Na de Napoleontische tijd, waarin het nog enige jaren in de marionettenstaat Koninkrijk Holland had gelegen, maakte Friedeburg deel uit van achtereenvolgens Pruisen, het Koninkrijk Hannover (tot 1866), weer Pruisen, en vanaf 1871  het Duitse Keizerrijk.  Door een combinatie van factoren was de streek rond Wittmund in de periode van de Republiek van Weimar (1919-1933) politiek overwegend rechts tot extreemrechts gezind. De enige krant van betekenis in de streek, de Anzeiger für Harlingerland, was een spreekbuis van rechts en later van Adolf Hitlers NSDAP. Van 1939 tot 1945 was ten zuiden van Marx een klein militair vliegveld van de Luftwaffe gevestigd. In de gemeente waren gedurende de Tweede Wereldoorlog enige kleine kampen voor krijgsgevangenen en dwangarbeiders aanwezig. Ook een aantal Nederlanders moest hier dwangarbeid als veenarbeider of boerenknecht verrichten. Na de oorlog moesten in Friedeburg duizenden displaced persons en Heimatvertriebene, onder wie veel  Duitsers uit de in 1945 Pools geworden gebieden, worden gehuisvest. Het voormalige militaire vliegveld bij Marx beschikte over barakken, die hiervoor nog tot 1955 werden gebruikt. De grote werkloosheid in deze streek werd opgevangen, doordat veel inwoners van de huidige gemeente in de tot 1992 bestaande Olympia-schrijfmachinefabriek  te Schortens werk hadden gevonden.
Op 1 juli 1972 fuseerden de voormalige gemeentes Abickhafe, Dose, Hoheesche en Reepsholt tot de gemeente Reepsholt. Echter reeds op 16 augustus 1972 vond een gemeentelijke herindeling plaats. Bentstreek, Etzel, Friedeburg, Hesel, Horsten, Marx, Reepsholt, Wiesede en Wiesedermeer  werden op hun beurt samengevoegd tot de gemeente Friedeburg.

## Bezienswaardigheden, toerisme

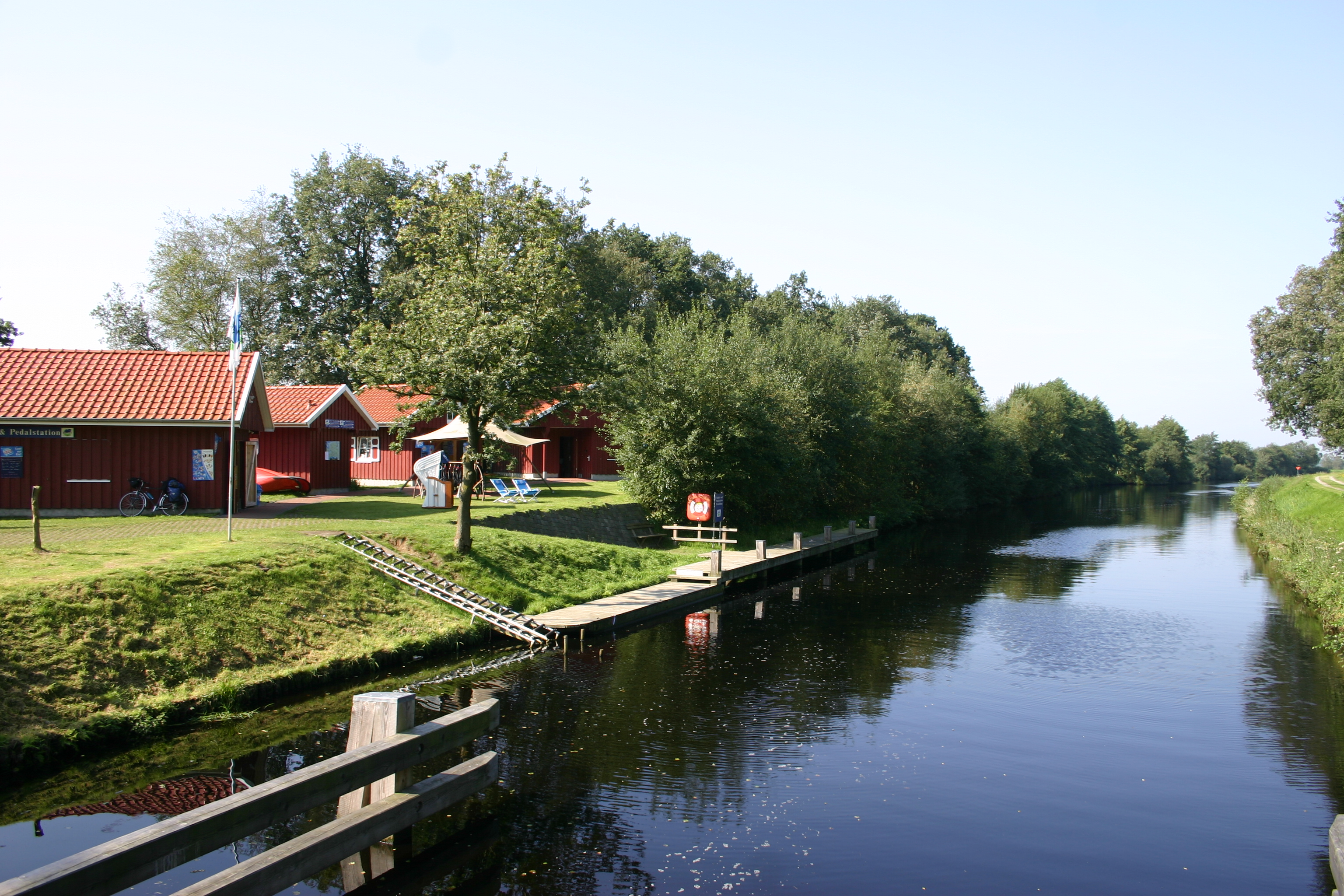
Reepsholt, peddel- en fietsstation aan het Eems-Jadekanaal
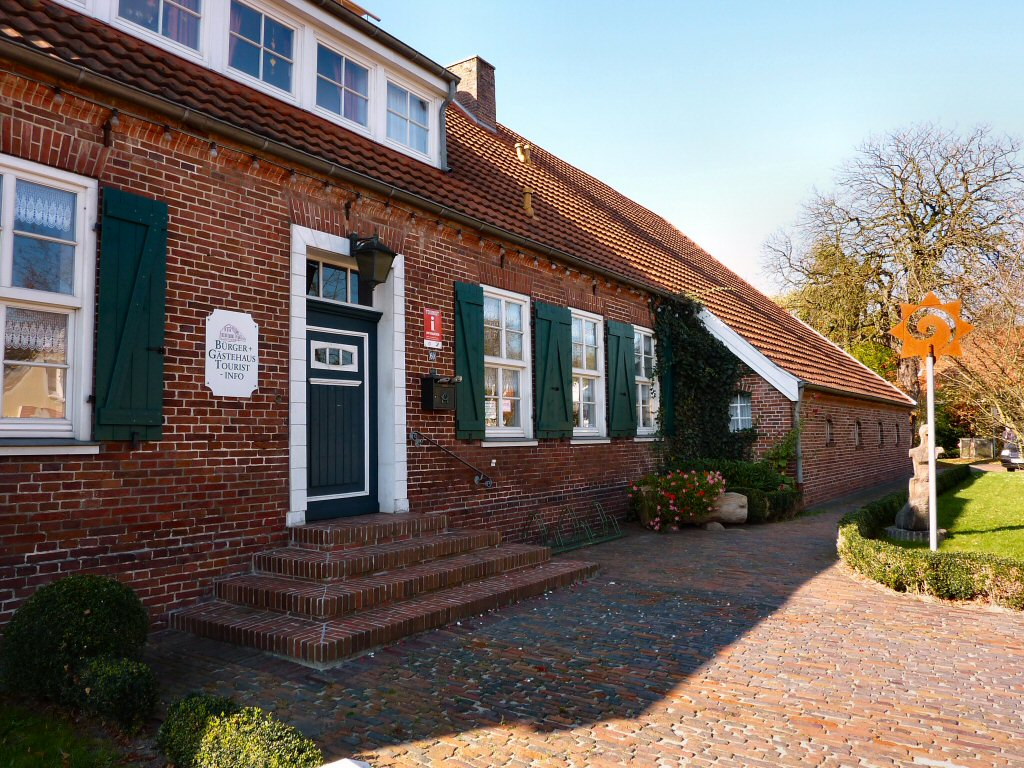
Gulfhaus te Friedeburg met streekmuseum (foto uit 2010)

Zie ook de artikelen over de afzonderlijke dorpen in de gemeente.
- Zoals ook elders in Oost-Friesland, staan ook in de gemeente Friedeburg een aantal bezienswaardige, middeleeuwse, vaak op een warft staande, dorpskerken. Zie hiervoor:
  - Etzel: Sint-Martinuskerk (Etzel)
  - Horsten: Sint-Mauritiuskerk (Horsten)
  - Marx: Sint-Marcuskerk (Marx)
  - Reepsholt: Sint-Mauritiuskerk (Reepsholt).
- In de gemeente staan talrijke imposante, in veel gevallen onder monumentenzorg geplaatste, boerderijen van het type Gulfhaus. In één daarvan was tot plm. 2017 het plaatselijke Heimatkundliche Museum ondergebracht.[6]
- Ten westen  en ten zuiden van Marx, en ten noorden van Reepsholt, liggen enkele bossen en andere natuurgebieden.
- Op het Eems-Jadekanaal kan men de kanosport bedrijven, o.a. vanaf de peddel- en fietsstations bij Hesel en Reepsholt.
- Door de gemeente lopen enkele  toeristische langeafstands-fietsroutes. Het afwisselende coulisselandschap in de gehele gemeente leent zich voor lange fietstochten.
- Te Marx en Wiesedermeer liggen twee grote campings.
- De gas- en olieopslag bij Etzel, Storag, heeft een bezoekerscentrum ingericht.

## Politiek
Friedeburg wordt bestuurd door een gemeenteraad die uit 26 leden bestaat. De raad wordt om de vijf jaar gekozen. Daarnaast is er de burgemeester die voor acht jaar wordt gekozen. De laatste burgemeestersverkiezing was in 2021. Herkozen werd Helfried Götz, die als partijloos geldt.

### Samenstelling van de raad
De raad werd voor het laatst gekozen in 2021. De samenstelling is als volgt:
| Partij/Groepering     | 2021 |
| --------------------- | ---- |
| CDU                   | 10   |
| SPD                   | 9    |
| Freie Wähler          | 2    |
| Bündnis 90/Die Grünen | 2    |
| Lijst Die Friesen     | 1    |
| Partijloos            | 1    |
| FDP                   | 1    |

## Trivia
Met Friedeburg (Saale) bestaat een jumelage of stedenpartnerschap.
Een populaire sport in de gemeente is, zoals in geheel Oost-Friesland, het klootschieten of de Oost-Friese variant ervan, het boßeln. Deze tak van sport telt in Friedeburg zelfs meer beoefenaren dan de voetbalsport.
In de gemeente is het mogelijk, in een half uur van Amerika naar Rußland (Rusland) te lopen. Rußland is de meest westelijke wijk rondom het bedrijventerrein van Friedeberg-dorp; een gehucht nabij Hesel, 2 km verder noordwaarts, draagt de naam Amerika. Rußland, roetland, was de wijk van de houtskoolbranders, die vaak door hun werk zwart waren van het roet. Amerika was een kleine veenkolonie, die, evenals America in Nederlands Limburg naar de Nieuwe Wereld was genoemd. De inwoners van deze buurten houden van tijd tot tijd onderlinge Amerika - Rußland - sportwedstrijden. 
- Bibliothèque nationale de France: cb119680330 (data)
- Gemeinsame Normdatei: 4018513-8
- Library of Congress Control Number: n80163101
- MusicBrainz: c6a6e8fc-58ad-45a3-898c-983eb9270e3c
- Nationale Bibliotheek van Israël: 987007566753705171
- Virtual International Authority File: 167996937
- WorldCat: E39PBJxxgP9jGdWCKqdPJQ4cyd